# Гуральник, Джеральд
Джеральд Гуральник (англ. Gerald Guralnik; 17 сентября 1936 — 26 апреля 2014) — американский физик-теоретик; был одним из шести ученых, которые внесли вклад в открытие Хиггсовского бозона.

## Биография
Выпускник Массачусетского технологического института.
В 1964 году Гуральник вместе с С. Хагеном и Томасом Кибблом предложил механизм, который позволяет частицам иметь массу без нарушения симметрии в теории поля. Эта работа наряду с работами Питера Хиггса, Франсуа Энглера и Роберта Браута привела к предсказанию существования бозона Хиггса.
Гуральник работал профессором физики в университете Браун, а затем в университете Колумбия.
Скончался 26 апреля 2014 года от сердечного приступа на 78-м году жизни.

## Избранные публикации
- Guralnik G.S., Hagen C.R., Kibble T.W.B. Global Conservation Laws and Massless Particles // Physical Review Letters. — 1964. — Vol. 13. — P. 585-587. — doi:10.1103/PhysRevLett.13.585.